# Bertil Lüning
Gustaf Paul Bertil Lüning, född 13 april 1894 i Nye församling, Jönköpings län, död 21 december 1962 i Stockholm (Engelbrekt), var en svensk tandläkare och friidrottare (diskuskastning). Han var far till Örjan och Björn Lüning.
Efter studentexamen i Linköping 1914 avlade Lüning ekonomisk examen, diplomerad vid Handelshögskolan i Stockholm 1916, var kontorschef i AB G.Th. Lüning 1916–1919 och korrespondent hos Bröderna Ameln 1919–1923. Han avlade därefter tandläkarkandidatexamen 1925, tandläkarexamen 1927 och innehade därefter dylik praktik i Stockholm. 
Lüning vann SM-guld i diskus (bästa hand) åren 1924 till 1926. Han tävlade för IK Göta och var ordförande i denna förenings styrelse från 1938. Han var även medlem av Svenska Ekumeniska föreningens styrelse.